# Friedrich von Münch (Gutsbesitzer, 1834)
Freiherr Carl Wilhelm Friedrich von Münch (* 23. Oktober 1834 in Augsburg; † 9. Januar 1882 in Stuttgart) war ein deutscher Gutsbesitzer und Herr auf Mühringen, Schloss Aystetten und Schloss Filseck.

## Biographie

### Familie
Münch wurde als Sohn des Friedrich Freiherr von Münch, Gutsbesitzer zu Mühringen, Aystetten und Filseck, und seiner Ehefrau Wilhelmine Auguste Amalie, geb. Freiin Schertel von Burtenbach, geboren. Er heiratet am 21. Oktober 1861 in Burtenbach seine Cousine Wilhelmine Henriette Caroline Franziske Freiin Schertel von Burtenbach, eine Tochter des Carl Franz August Sebastian Schertel von Burtenbach, königlich württembergischer Revierförster zu Kirchheim, und seiner Ehefrau Franziske Freiin von Gültlingen. Aus dieser Ehe gingen die Tochter Gabriele Thusnelde Helene Freiin von Münch sowie die Söhne Oskar Karl Freiherr von Münch und Alfred Friedrich Freiherr von Münch hervor.

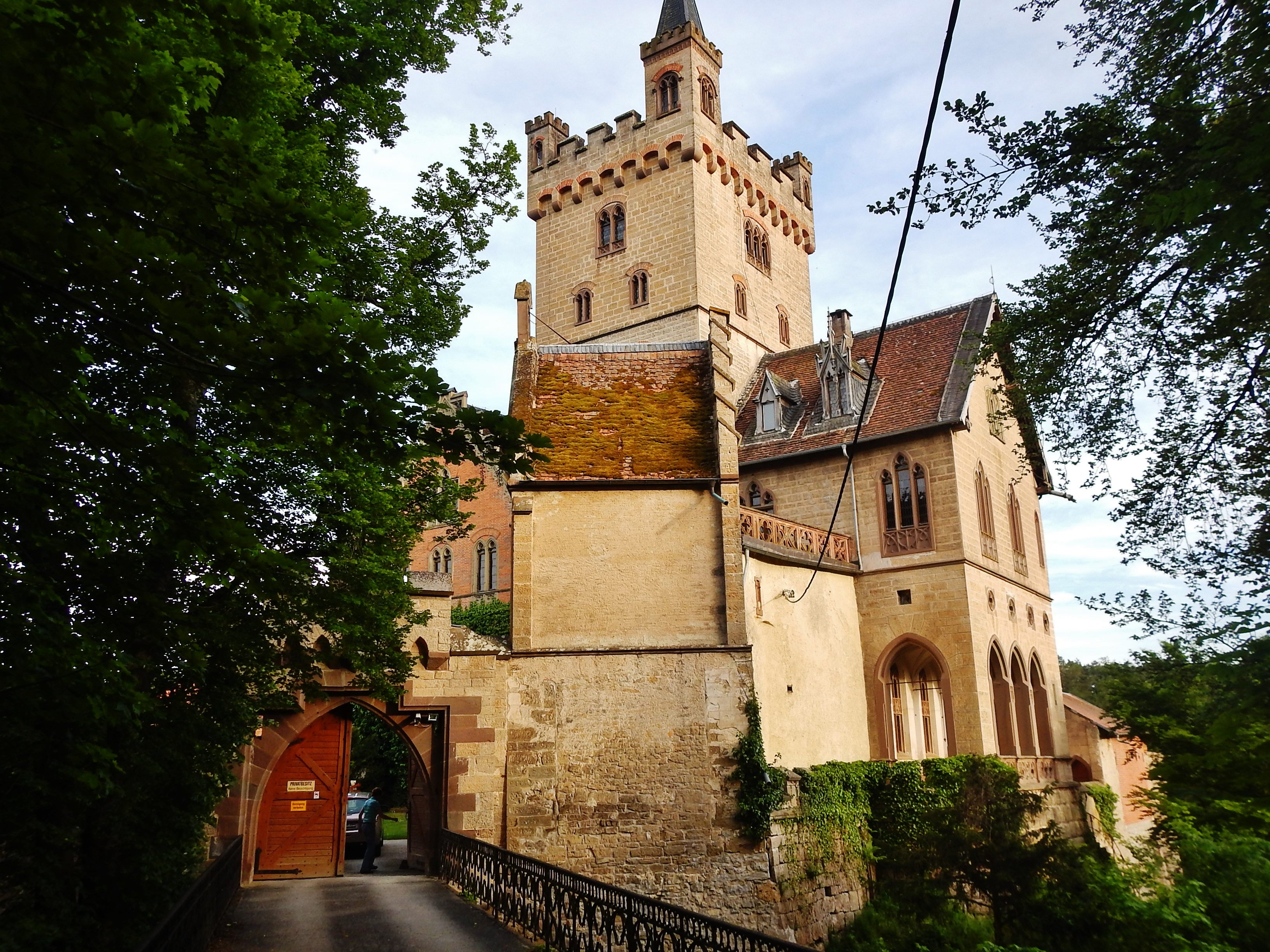
Schloss Hohenmühringen

### Leben
Nachdem er das Erbe seines 1856 verstorbenen Vaters angetretenen hatte, ließ Münch Schloss Hohenmühringen durch Johann Georg Rupp, Bauinspektor der Stadt Reutlingen, im neugotischen Stil des Historismus ausbauen. Von der ursprünglichen Schlossanlage blieben lediglich Teile der Schlosskapelle und der aus der Renaissance stammende neue Bau in der Vorburg erhalten. Hohenmühringen wurde nach dem Umbau zum Hauptsitz der Familie Münch. Filseck wurde als Sommersitz genutzt. Im Jahr 1858 verkaufte Münch daher schließlich das Schlossgut Aystetten an Paul von Stetten, der entfernt mit ihm verwandt war.
Münch, der sich für die Geschichte Hohenmühringens interessierte, plante, durch den Historiker Ludwig Schmid eine Geschichte des Schlosses verfassen zu lassen. Dieses Vorhaben wurde letztendlich jedoch nicht umgesetzt.
Nach Münchs Tod erbte sein ältester Sohn Oskar Karl Freiherr von Münch die Schlösser Hohenmühringen und Filseck.